# Liste der Monuments historiques in Bertignolles
Die Liste der Monuments historiques in Bertignolles führt die Monuments historiques in der französischen Gemeinde Bertignolles auf.

## Liste der Objekte
| Bezeichnung                                                           | Beschreibung                                             | Standort                        | Kennzeichnung | Schutzstatus | Datum | Bild |
| --------------------------------------------------------------------- | -------------------------------------------------------- | ------------------------------- | ------------- | ------------ | ----- | ---- |
| Weihwasserbecken                                                      | umgearbeitetes Kapitell; Kalkstein, 13. Jahrhundert      | in der Kirche St-Étienne (Lage) | PM10000255    | Classé       | 1908  |      |
| Skulptur Heiliger Stephan                                             | Kalkstein, farbig gefasst und vergoldet, 17. Jahrhundert | in der Kirche St-Étienne (Lage) | PM10000256    | Classé       | 1977  |      |
| Skulptur Heiliger Robert                                              | Holz, einfarbig gefasst, 15. Jahrhundert                 | in der Kirche St-Étienne (Lage) | PM10000257    | Classé       | 1977  |      |
| Skulpturengruppe Maria Magdalena begegnet dem auferstandenen Christus | Kalkstein, farbig gefasst, 16. Jahrhundert               | in der Kirche St-Étienne (Lage) | PM10000258    | Classé       | 1977  |      |
| Skulptur Madonna mit Kind                                             | Holz, farbig gefasst, 15. Jahrhundert                    | in der Kirche St-Étienne (Lage) | PM10004291    | Inscrit      | 1973  |      |